# Hermanus van Brussel
Hermanus van Brussel (Haarlem, 8 oktober 1763 - Utrecht, 23 februari 1815) was een Nederlands kunstschilder, etser, tekenaar en aquarellist.
Van Brussel begon als behangselschilder. Hij schilderde ook theaterdecors, onder andere voor de Amsterdamse Schouwburg en, op verzoek van koning Lodewijk Napoleon, voor het theater in Paleis het Loo. In Haarlem schilderde hij decors voor het toneelgezelschap "Kunstliefde". Tot zijn werken behoren schilderijen en tekeningen van landschappen, vaak rond Haarlem gemaakt, en stadsgezichten. Zijn leermeesters waren Johan Bernhard Brandhof, Christiaan Henning en Wybrand Hendriks.

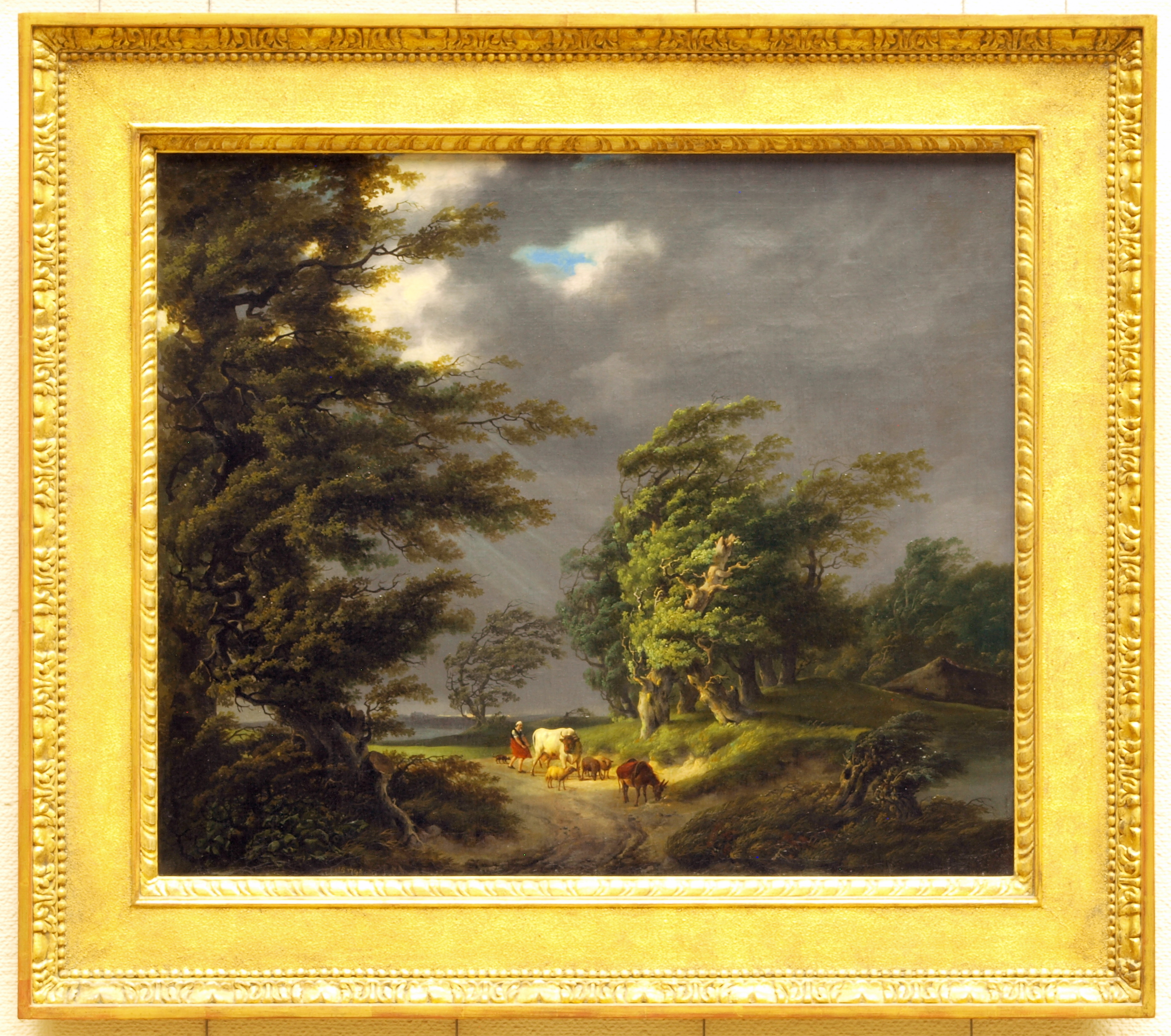
Landschap bij stormachtig weer (1794), Teylers Museum

Op 17 juli 1796 huwde hij met Anna Maria Jacoba Gaussen, met wie hij zeven kinderen kreeg. Omstreeks 1810 verhuisde Hermanus van Brussel naar Utrecht, waar hij op 23 februari 1815 na een kort ziekbed overleed. Het Haarlemse toneelgezelschap "Kunstliefde" maakte te zijner ere een toneelstuk, waarvan de opbrengsten werden geschonken aan zijn weduwe en kinderen.
Het schilderij Landschap bij stormachtig weer uit 1794 werd in 1996 door Teylers Museum aangekocht, met steun van de vereniging Rembrandt.

## Galerij

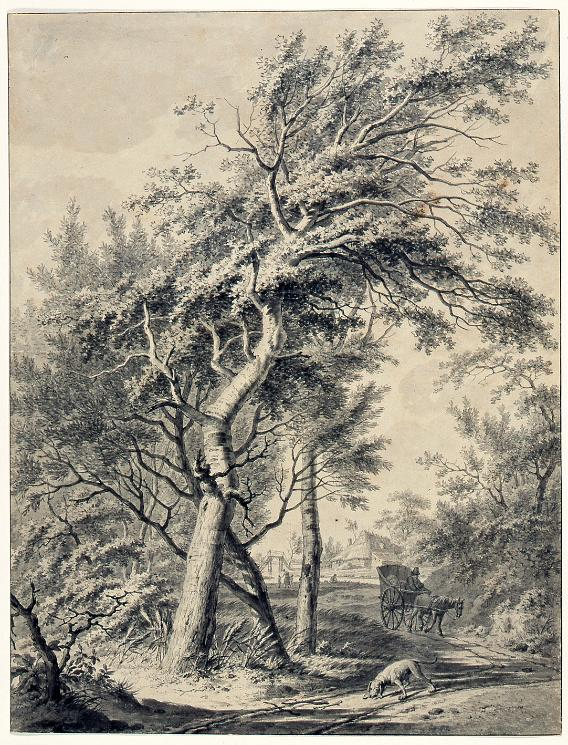
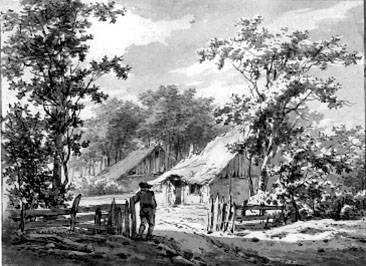
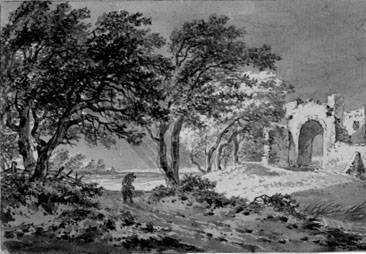
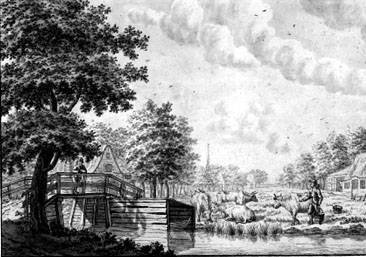

## Galerij[2]
- Bibliothèque nationale de France: cb149665172 (data)
- Biografisch Portaal: 16295700
- Digitale Bibliotheek voor de Nederlandse Letteren: brus021
- Gemeinsame Normdatei: 123658217
- International Standard Name Identifier: 0000 0000 6663 172X
- KulturNav: e8441a3b-ca34-4b2f-bb5d-6e5348009bd4
- Library of Congress Control Number: nr99033088
- Nationale Bibliotheek van Tsjechië: xx0217756
- Nederlandse Thesaurus van Auteursnamen: 073275492
- RKD-Nederlands Instituut voor Kunstgeschiedenis: 13606
- Union List of Artist Names: 500008929
- Virtual International Authority File: 59356256
- WorldCat: E39PBJwxJmD94wy9b7RjWhD8YP